# Lancia (geslacht)
Lancia is een geslacht van vlinders van de familie van de grasmotten (Crambidae), uit de onderfamilie van de Erupinae. De wetenschappelijke naam en de beschrijving van dit geslacht werden voor het eerst in 1859 gepubliceerd door Francis Walker.
Dit geslacht is monotypisch, dat wil zeggen dat het maar één soort heeft namelijk Lancia phrontisalis Walker, 1859, die ook de typesoort is.